# Kaye Hall
Pour les articles homonymes, voir Hall.
Kaye Marie Hall, née le 15 mai 1951 à Tacoma, est une nageuse américaine.

## Biographie
Aux Jeux olympiques d'été de 1968 à Mexico, Kaye Hall est sacrée championne olympique sur 100 mètres dos ainsi que sur le relais 4x100 mètres quatre nages. L'Américaine est également médaillée de bronze sur 200 mètres dos.
Elle entre à l'International Swimming Hall of Fame en 1979.